# Ture Hedman
Ture Eskil Hedman, född 18 december 1895 i Stockholm, död 3 augusti 1950 i Stockholm, var en svensk gymnast. Han blev olympisk guldmedaljör i Antwerpen 1920.
Hedman var gift med Annie Bergman (1900–1989), de är begravda på Sandsborgskyrkogården i Stockholm.